# Казале (Мачерата)
Казале (итал. Casale) насеље је у Италији у округу Мачерата, региону Марке.
Према процени из 2011. у насељу је живело 49 становника. Насеље се налази на надморској висини од 575 м.